# Mount Aaron
Mount Aaron ist ein 1338 m hoher Berg im nordwestlichen Teil der Latady Mountains im westantarktischen Palmerland. 
Er wurde durch das United States Geological Survey und mit Hilfe von Luftaufnahmen der United States Navy zwischen 1961 und 1967 kartografisch erfasst. Das Advisory Committee on Antarctic Names benannte ihn nach W. T. Aaron, einem Elektriker auf der Amundsen-Scott-Südpolstation im Winter 1963.